# 諾韋 (基洛夫格勒州)
48°32′5″N 32°7′29″E / 48.53472°N 32.12472°E
諾韋（烏克蘭語：Нове），是烏克蘭中部基洛夫格勒州克羅皮夫尼茨基區克罗皮夫尼茨基市镇内的市級鎮。處於基洛沃格勒以西14公里，面積11.9平方公里，海拔高度180米，2014年人口8,652，人口密度每平方公里727.06人。